# Régine Le Jan
Pour les articles homonymes, voir Le Jan.
Régine Le Jan, née le 16 août 1945 à Lille est une historienne française, spécialiste du haut Moyen Âge.

## Biographie
Agrégée d'histoire en 1967, elle rentre dans l'enseignement et la recherche tout en préparant un doctorat d'État qu'elle obtient en 1992. Dans cette thèse, elle examine dans quelle mesure le système de parenté a soutenu la montée de l'aristocratie aux VIIe siècle et VIIIe siècle. En 1993, elle devient professeur d'histoire médiévale à l'université de Valenciennes puis deux ans plus tard à l'université de Lille.
 
Elle participe alors au programme international Transformation of the Roman World de 1a Fondation européenne de la science. De 1994 et 2001, ses travaux de recherche sont notamment consacrés à l'étude du lien social, dans un cadre centré sur les royaumes francs du VIe siècle au Xe siècle. Régine Le Jan analyse ainsi les relations créées par la parenté, l'amitié, l'alliance, le mariage, la fidélité, la dépendance, ainsi que leurs évolutions liées aux  structures du pouvoir et de parenté.
En 1996, elle reçoit le prix Gobert pour Famille et pouvoir dans le monde franc (VIIe – Xe siècles) : essai d’anthropologie sociale, une publication issue de sa thèse d'État. En 2002, elle rejoint l’université Paris-1 Panthéon-Sorbonne et, pour l'activité de recherche, le Laboratoire de médiévistique occidentale de Paris (Laboratoire de médiévistique occidentale de Paris) du CNRS.
Elle coorganise le programme international de recherche Texts and Identities in Early Middle Ages avec les professeurs Rosamond McKitterick (Cambridge), Mayke de Jong (Utrecht), Ian Wood (Leeds) et Walter Pohl (Vienne). Ce groupe s’est élargi en 2003 aux doctorants de Régine Le Jan  à l'université Paris-1 et, en 2009, à ceux de François Bougard, de l'université Paris-Ouest. Elle participe au programme Staat im früh Mittelalter, avec Hans Werner Goetz (Hambourg), Jörg Jarnut (Paderborn), Walter Pohl (Vienne), Ian Wood (Leeds)).
Elle est également directrice du Master Histoire et Anthropologie des mondes médiévaux et modernes, toujours à l'université Paris-1, et vice-présidente de 1993 à 2001 puis présidente de 2001 à 2010 de la Société des historiens médiévistes de l'enseignement supérieur public (SHMESP).

## Thèmes de recherche
- Histoire du haut Moyen Âge occidental et plus particulièrement du monde franc et germanique.
- Anthropologie des sociétés médiévales.
- Pour une réévaluation de la Renaissance carolingienne.
- Rôle de la femme pendant le haut Moyen Âge.

## Principales publications
- Régine Le Jan, Famille et pouvoir dans le monde franc (VIIe – Xe siècle) : essai d'anthropologie sociale, Paris, Publications de la Sorbonne, coll. « Histoire ancienne et médiévale » (no 33), 1995, 571 p. (ISBN 2-85944-268-5, présentation en ligne, lire en ligne), [présentation en ligne]. Thèse d'État.
- R. Le Jan (dir.), La royauté et les élites dans l'Europe carolingienne (début IXe siècle aux environs de 920), Centre de recherche sur l’histoire de l’Europe du Nord-Ouest, Paris, 1998.
- R. Le Jan, Histoire de la France : origines et premier essor (480-1180), Éditions Hachette, Paris, 2000.
- R. Le Jan, Femmes, pouvoir et société dans le haut Moyen Âge, Éditions Picard, Paris, 2001.
- R. Le Jan, La société au haut Moyen Âge, Éditions Armand Colin, Paris, 2003.
- R. Le Jan, Les Mérovingiens, Presses universitaires de France, coll. « Que sais-je ? », Paris, 2006.